# Sagi sings Michael Jackson
Sagi sings Michael Jackson è il quarto album di Sagi Rei, uscito a giugno 2010.
Dopo il grande successo ottenuto con le reinterpretazioni dei successi dance Sagi Rei ricanta alcuni brani di Michael Jackson dopo un anno dalla sua morte.

## Tracce
1. Man in the mirror 4:05
2. I'll be there 4:35
3. The way you make me feel 4:55
4. Black or white 3:40
5. The lady in my life 4:05
6. Billie Jean 4:03
7. You are not alone 5:50
8. Human nature 4:07
9. Liberian girl 4:05
10. Fall again 4:40
11. I just can't stop loving you 4:23